# Сафиуллин, Закир Наильевич
Закир Наильевич Сафиуллин (род. 11 ноября 1986 года) — казахстанский боксёр. Двукратный серебряный призёр чемпионатов Азии по боксу (2015 и 2019 годов). Участник летних Олимпийских игр 2020 года. 

## Карьера
Живёт и тренируется в Шымкенте. Тренер — Каскаев Зангар. Чемпион Казахстана 2013 года.
На чемпионате Азии 2015 года завоевал серебро в категории до 60 кг. В финале проиграл спортсмену из Монголии Доржнямбуугийн Отгондалай. В 2019 году на аналогичном турнире, который также состоялся в Таиланде в категории до 60 кг вновь завоевал серебро, уступив в финале монгольскому боксёру Эрдэнэбатын Цэндбаатар. 
На чемпионате мира 2019 года, который состоялся в Екатеринбурге, Закир уступил в 1/8 финала кубинцу Энди Крусу и покинул турнир.  
В 2021 году принял участие в турнире боксёров категории до 63 килограммов на летних Олимпийских играх в Токио. Дошёл до четвертьфинала, в котором проиграл австралийцу Гаррисону Гарсайду. 